# Buttermilk Creek, Lambton County
Buttermilk Creek är ett vattendrag i Kanada.   Det ligger i provinsen Ontario, i den sydöstra delen av landet, 600 km sydväst om huvudstaden Ottawa.
Trakten runt Buttermilk Creek består till största delen av jordbruksmark. Runt Buttermilk Creek är det ganska tätbefolkat, med 75 invånare per kvadratkilometer.